# Босна (гора)

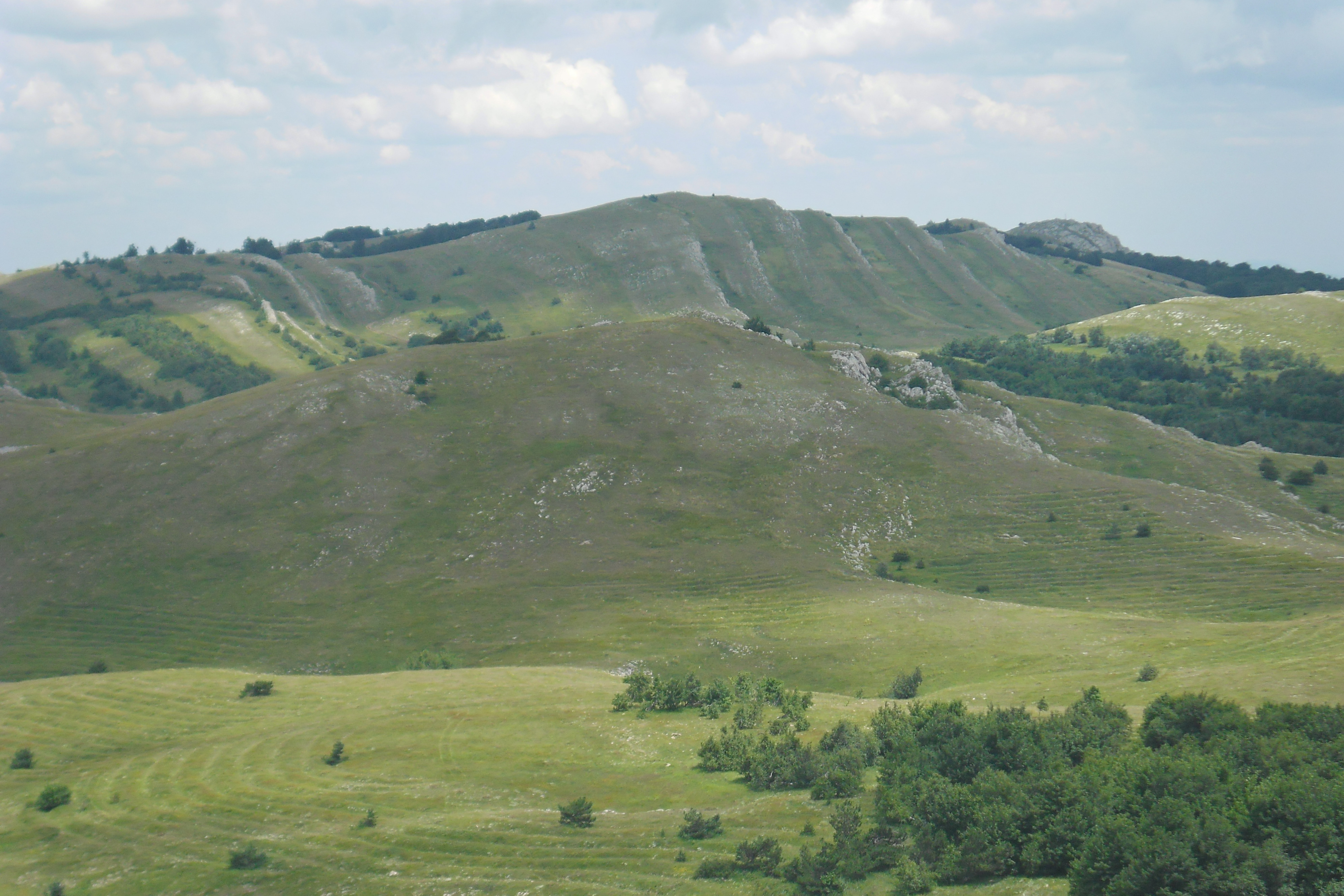
Гора Босна.

Босна — гора в Криму, у складі Демерджі, на південно-східному краї Демерджі-яйли. Висота 1285 м. Гора безліса, вершина — конусоподібна з пологими трав’янистими схилами, по яких розкидані невеликі діброви. З південного боку — характерні скесясті пояси.
У 4,5 км на захід-південь-захід від нп. Генеральське, що в урочищі Хапхал. На захід від г. Діпліс-Хая.

## Галерея

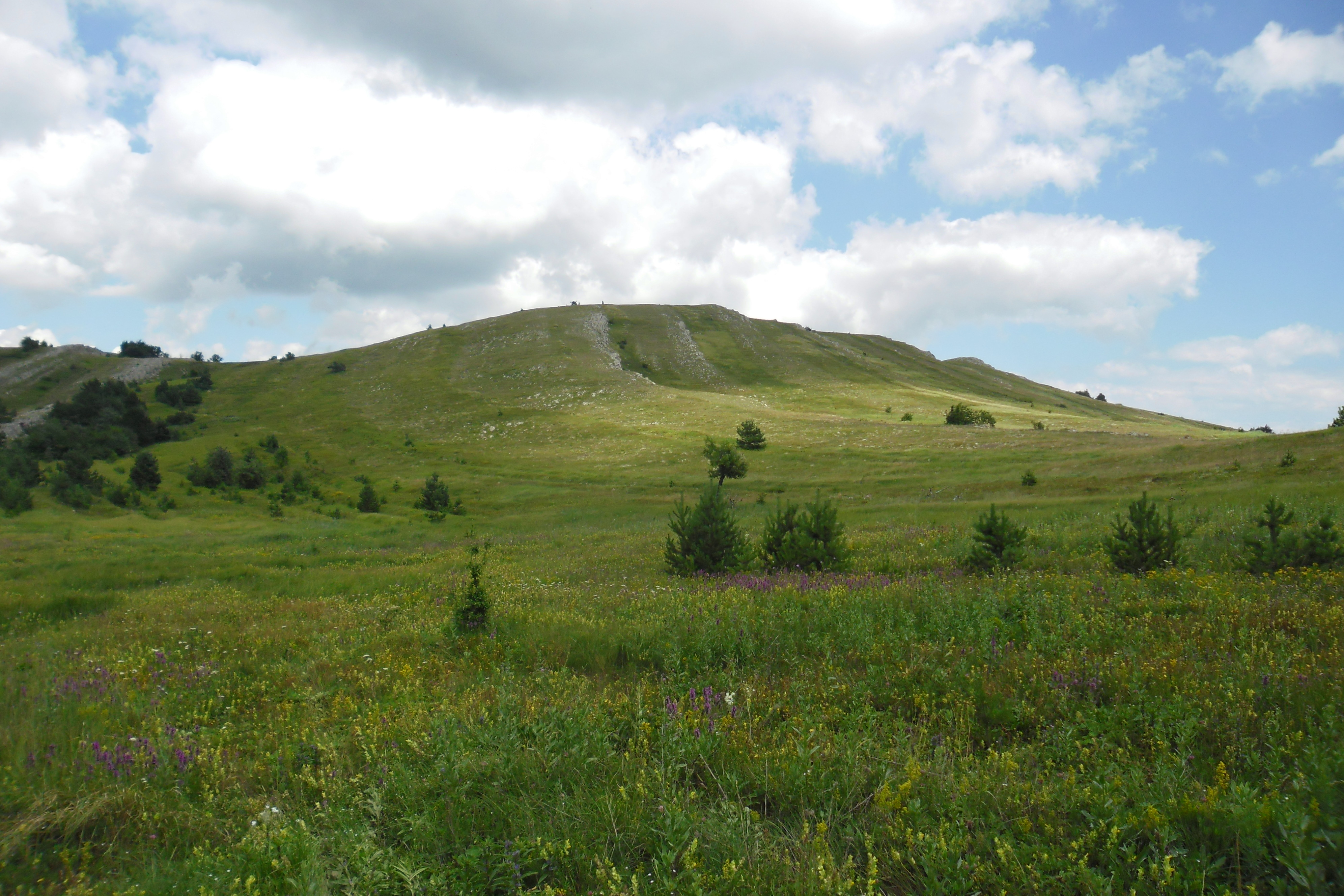
г. Босна, вид з півночі.
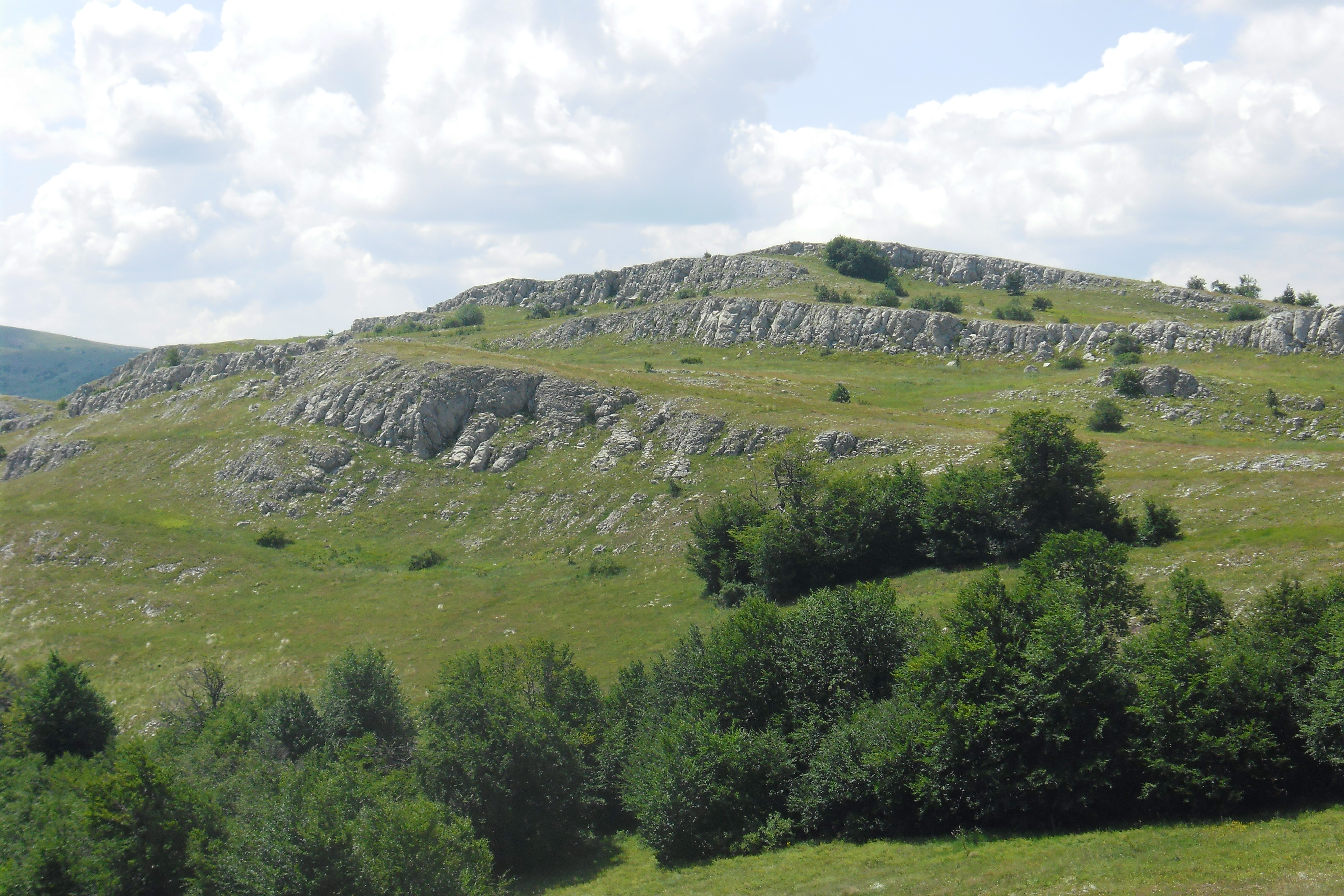
г. Босна, вид з півдня.
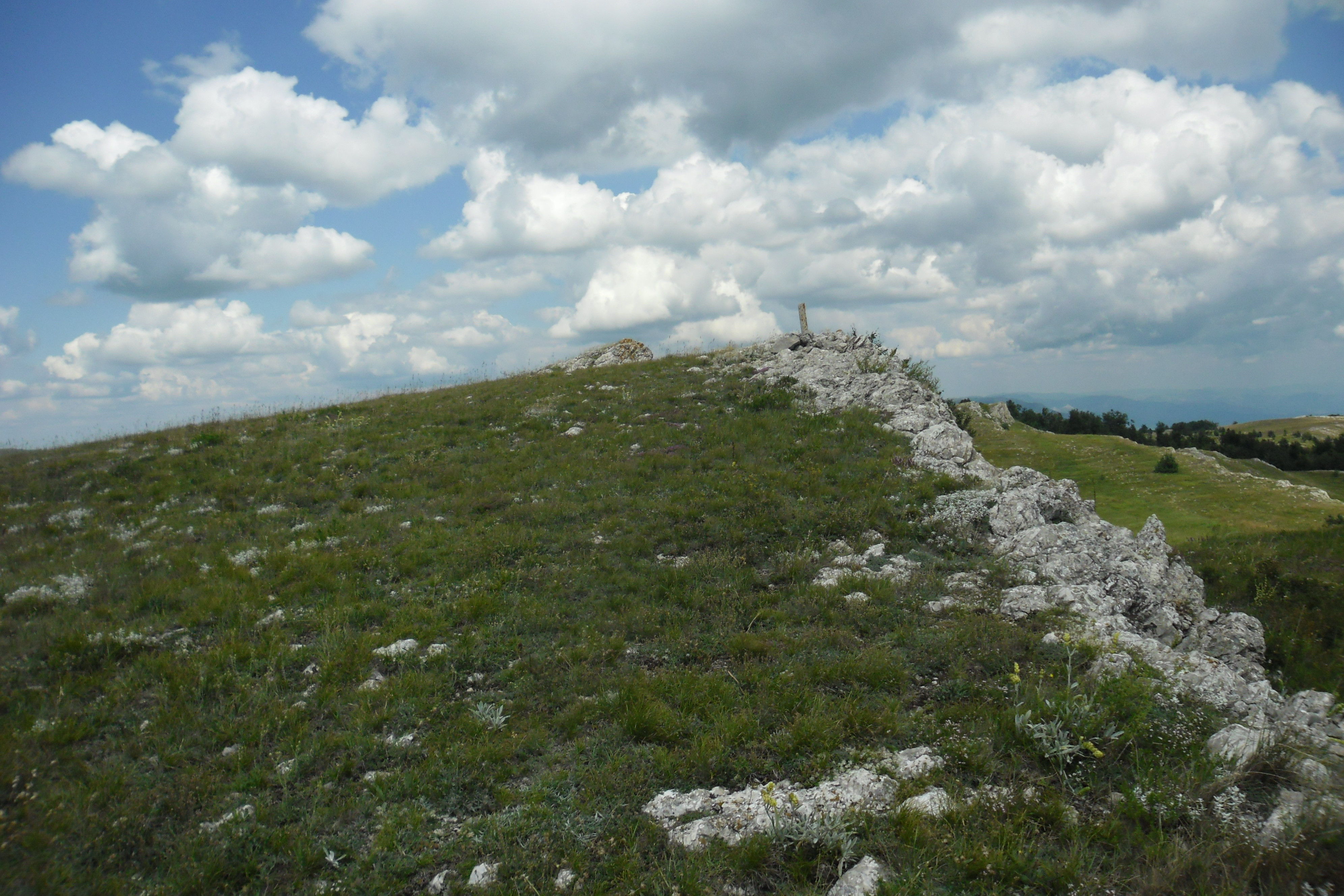
г. Босна, вершина.